# أنظمة الكتابة في إفريقيا

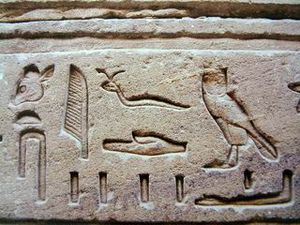
هيروغليفية مصرية

يقصد بأنظمة الكتابة في إفريقيا  إلى الممارسات الحالية والتاريخية لأنظمة الكتابة في القارة الإفريقية، سواء الأصلية أو الوافدة إلى القارة.
تستعمل في الوقت الحالي الكتابة اللاتينية بشكل شائع في جميع أنحاء إفريقيا، وخاصة في مناطق غرب ووسط وجنوب إفريقيا. أما الكتابة العربية فتستعمل بشكل أساسي في شمال إفريقيا وتستخدم الكتابة الجعزية على نطاق واسع في القرن الإفريقي.

## أنظمة الكتابة الأصلية بالقارة

### نظم الرسم والكتابة القديمة في أفريقيا

#### مصر القديمة
لعل أشهر أنظمة الكتابة الإفريقية هي الكتابة الهيروغليفية المصرية القديمة. وقد تطورت هذه فيما بعد إلى أشكال تعرف باسم الهيراطيقية والديموطيقية، ومن خلال الفينيقية واليونانية والقبطية. لا تزال اللغة القبطية مستخدمة اليوم كلغة طقسية في الكنيسة القبطية الأرثوذكسية بالإسكندرية والكنيسة القبطية الكاثوليكية بالإسكندرية. كما ذكر سابقًا، تستخدم اللهجة القبطية البحيريّة حاليًا في الكنيسة القبطية الأرثوذكسية. تشمل القبطية لهجات أخرى وهي: الصعيدية، البحيرية، الأخميمية، الفيومية، الليكوبوليتان، والأوكسيرينشايت.

#### المروية القديمة
استخدمت اللغة المروية ونظام كتابتها في مروي، ومملكة كوش بشكل أوسع (السودان الحديث) خلال الحقبة المروية، من 300 ق.م إلى 400 م.

#### تيفيناغ

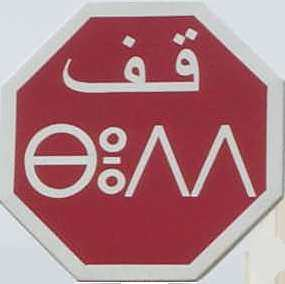
لافتة ثنائية اللغة "قف" بالعربية، بِد مكتوبة بالتيفيناغ وتعني توقف (بالريفية)

لا تزال أبجدية تيفيناغ تُستخدم بدرجات متفاوتة في التجارة والأشكال الحديثة للكتابة والتواصل للغات الأمازيغية، والتماشقية وغيرها في مناطق المغرب، الصحراء، والساحل.

#### الجعزية

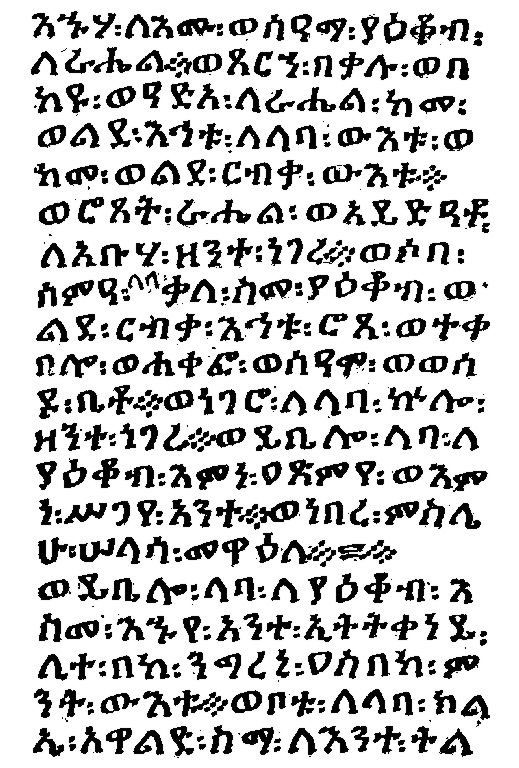
سفر التكوين، بالجعزية

الكتابة الجعزية وهي نظام أبوجيدا أنشأ في القرن الأفريقي في القرنين الثامن والتاسع قبل الميلاد لكتابة اللغة الجعزية. يستخدم النظام اليوم في إثيوبيا وإريتريا للأمهرية والتغرينية والعديد من اللغات الأخرى، التي يطلق عليها أحيانًا اسم اللغات الإثيوبية، ويعرف في إريتريا وإثيوبيا باسم فيديل أو أبوجيدا.

#### نسيبيدي

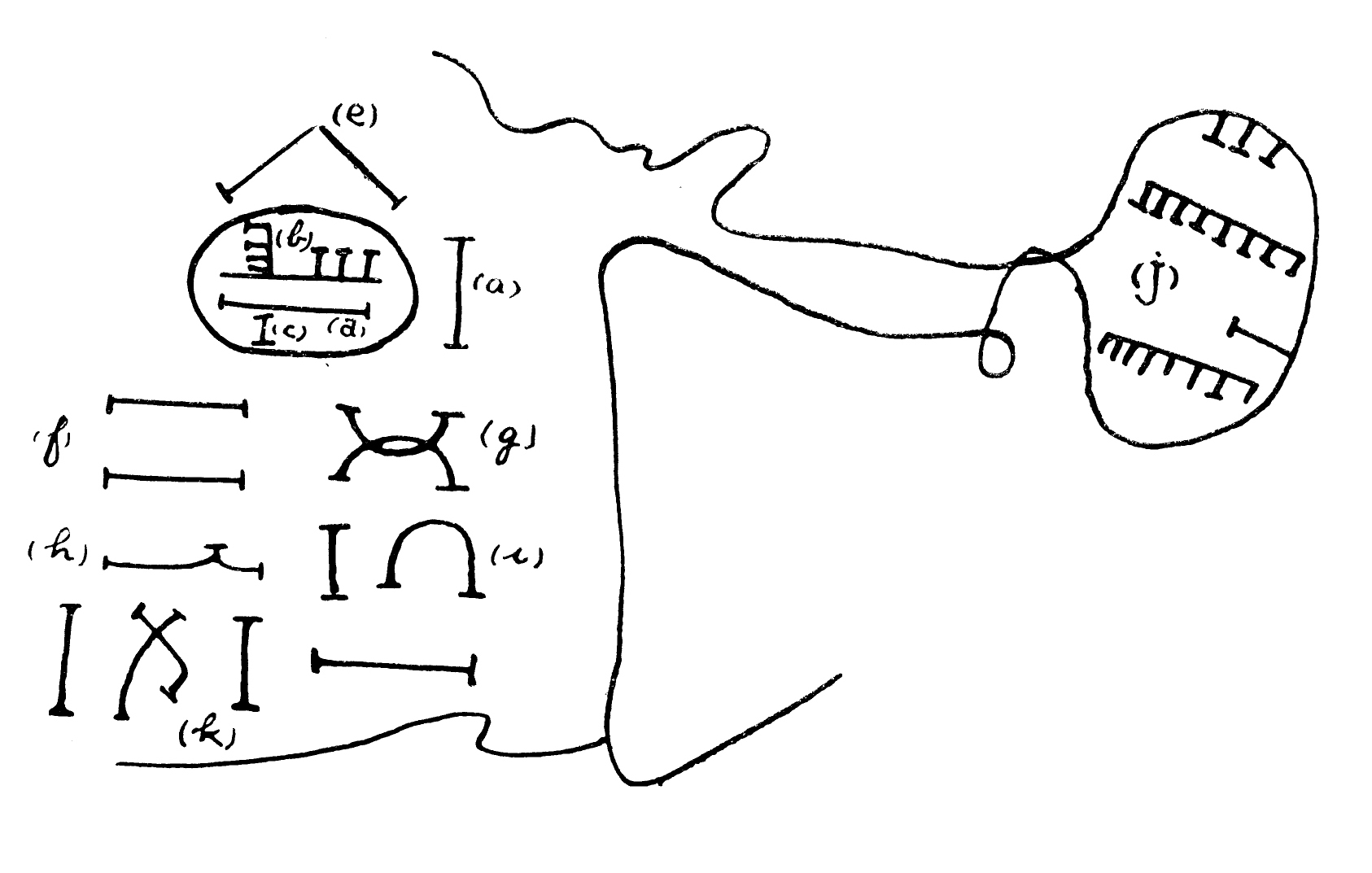
أشكال الرموز من نظام الكتابة نسيبيدي

نسيبيدي (المعروف أيضًا باسم «نسيبيري» و «نشيبيدّي») وهو نظام من الرموز الأصلية، وجد في ما هو الآن جنوب شرق نيجيريا والذي يبدو أنه عبارة عن رسم فكري، على الرغم من وجود أراء بأنه يتضمن عناصر لرسم رمزي. ، وتعود الرموز إلى عدة قرون مضت.
ظهرت الأشكال المبكرة على الفخار ومساند رأس خزفية من منطقة كالابار، من فترة زمنية تقدر من 400 (وربما قبل ذلك، 2000 قبل الميلاد)إلى 1400م.

#### أدِنْكرة
أدِنْكرة هي مجموعة من الرموز التي طورها الأكانيون، وتستخدم لتمثيل المفاهيم والأقوال المأثورة. يَنْسِبُ التقليد الشفوي أصل أدِنْكرة إلى دولة جيامان (غانا وساحل العاج، اليوم)).

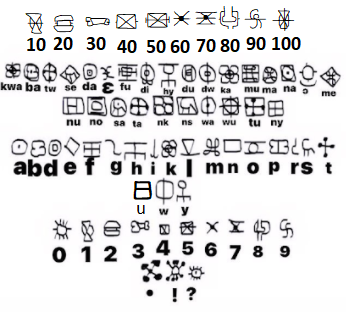
الرموز من نظام أدينكرا.

ووفقًا لكوامي أنتوني أبياه، فقد كان هذا النظام أحد الوسائل «لنقل مجموعة معقدة ودقيقة من الممارسات والمعتقدات».

#### لُوزونا

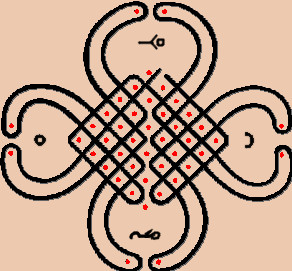
رسم فكري بنظام لُوزونا يحاكي قصة نشأة العالم

لُوزونا هو نظام رسم فكري يعمل كأجهزة الذاكرة لتسجيل الأمثال والقصص والألعاب والأحاجي والحيوانات ونقل المعرفة. نشأ في ما يعرف اليوم بشرق أنغولا وشمال غرب زامبيا والمناطق المتاخمة لجمهورية الكونغو الديمقراطية

### نظم الرسم والكتابة الحديثة

#### شرق أفريقيا
- طور نظام لوه لكتابة لغة الدوهلو في كينيا عام 2009.

- الصومال: أنظمة الكتابة التي طورت في القرن العشرين لكتابة اللغة الصومالية تشمل الأبجديات التالية:

- - العثمانية والتي ابتكرها عثمان يوسف كناديد.

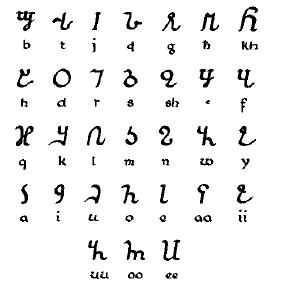
حروف الأبجدية العثمانية

- - بوراما، والتي ابتكرها الشيخ عبد الرحمن شيخ نور.

- - الكادارية والتي ابتكرها حسين شيخ أحمد قداري.[12]

#### أفريقيا الجنوبية
- تُستخدم أبجدية موانغويغو لكتابة اللغات المالاوية.[13]

- كتابة ماندومبي أخترعها وابيلاديو بايا في العام 1978 بجمهورية الكونغو الديمقراطية

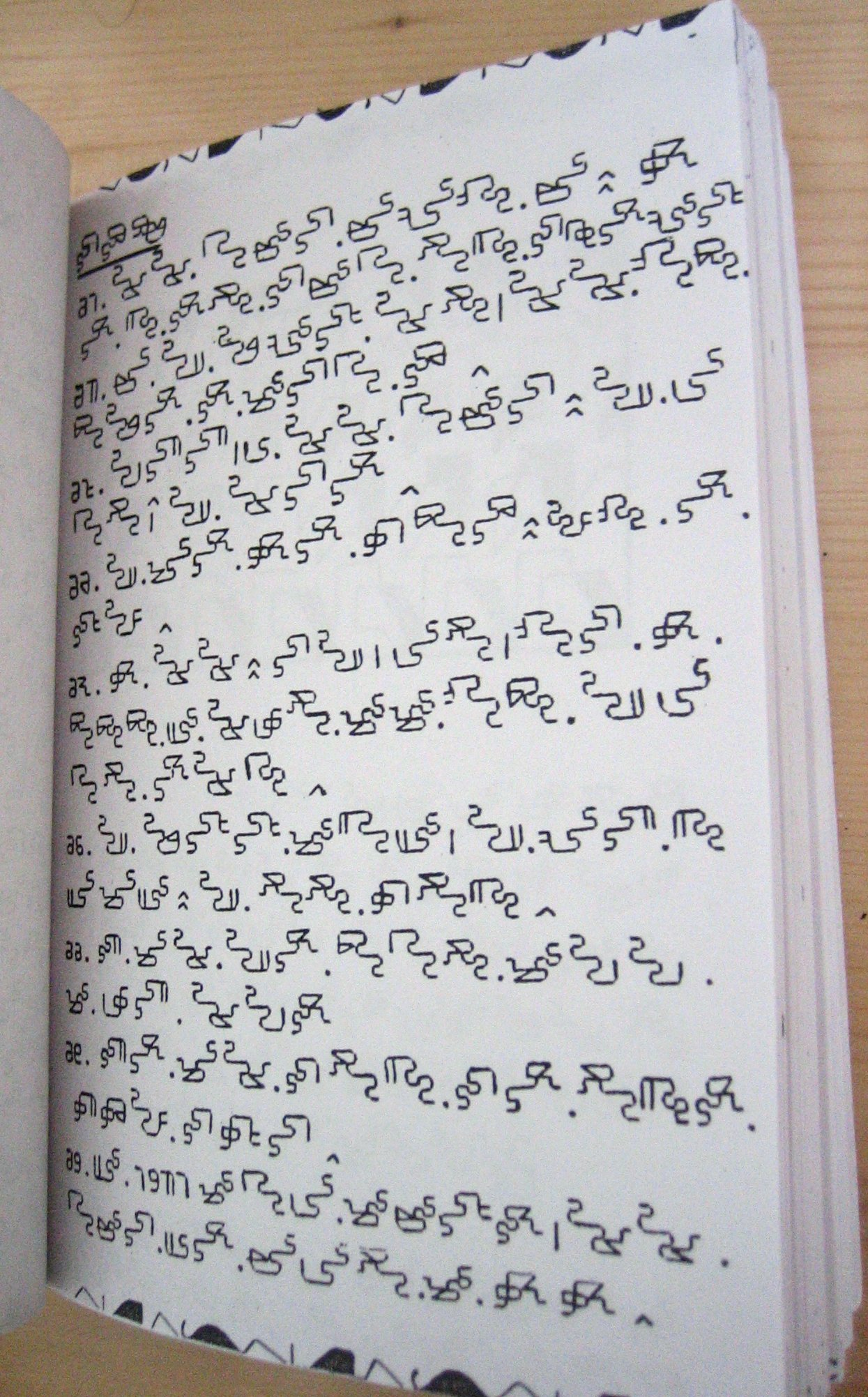
كتاب بنص ماندومبي

روجت الكنيسة الكيمبنغوية لهذا النظام لكتابة لغة الكونغو، لينغالا، تشيلوبا، والسواحيلية.

#### غرب ووسط أفريقيا
هناك العديد من أنظمة الكتابة الأصلية في غرب ووسط إفريقيا.  ففي القرنين الماضيين، أنشأت مجموعة كبيرة ومتنوعة من أنظمة الكتابة في إفريقيا. لا يزال بعضها قيد الاستخدام اليوم، بينما استبدل البعض الآخر بشكل كبير بكتابات غير أفريقية مثل الحرف العربي والحرف اللاتيني. فيما يلي أنظمة الكتابة غير اللاتينية وغير العربية المستخدمة لكتابة لغات مختلفة في إفريقيا.
وتشمل أنظمة الكتابة الحديثة الأخرى التي طورت في غرب إفريقيا ما يلي:
- اخترع نظام باموم (بامون، أو شوموم) للكتابة التصويرية في أواخر القرن التاسع عشر على يد السلطان نجويا إبراهيم لكتابة لغة بامون فيما يعرف الآن بالكاميرون.

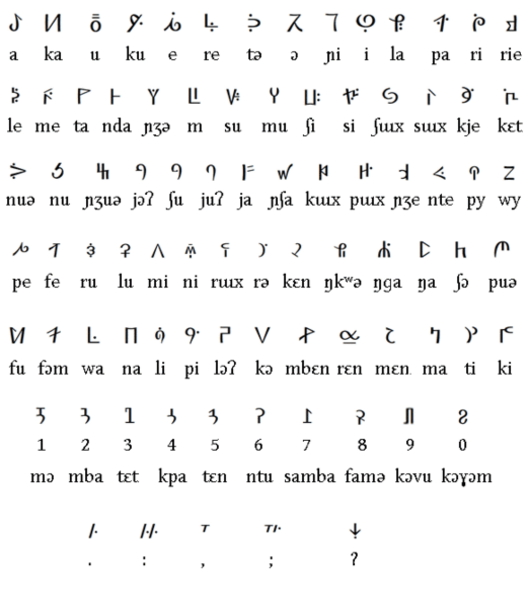
ثمانون مقطع ومجموعة من الأعداد بنظام باموم

تطورت بسرعة إلى نظام كتابة مقطعية. نادرًا ما يستخدم اليوم، ولكن لا يزال هناك قدر لا بأس به من المواد المكتوبة بهذا النظام.
- طور خط أدلم لكتابة اللغة الفولانية.[18] والتي تُدرس في الغالب في غينيا ولكنها انتشرت أيضًا في البلدان المجاورة مثل السنغال وغامبيا.

- كتابة با، سميت نسبة إلى مبتكرها أدم با واستعملت لكتابة اللغة الفولانية.[19]

- كتابة باسّا.[20]في ليبيريا

- نظام بيتي المقطعي، في ساحل العاج.[19]

- كتابة ديتا، لكتابة اللغة الفولانية.

- كتابة إغهاب استعملت من قبل شعب الباميليك في الكاميرون.[21]

- خط كاراي استعمل لكتابة اللغة الولوفية ولغة مندنكا في السنغال وغامبيا.[22]

- كتابة غولا في ليبيريا وسيراليون.[19]

- كتابة كبيلا المقطعية في ليبيريا وغينيا.[23]

- كتابة لوما المقطعية في ليبيريا وغينيا.[24]

- كاتبة ماندومبي، اخترعها وابيلاديو بايا في مقاطعة الكونغو الوسطى في جمهورية الكونغو الديمقراطية.

- ماسابا، نظام كتابة مقطعي اخترعه وويو كولووباي في أوائل الثلاثينيات من القرن الماضي للغة البمبرية في مالي.

- نكو هو نظام اخترعه سولومانا كانتي من غينيا في العام 1949، لكتابة لغات الماندينغي

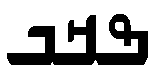
كتابة نكو

ويستعمل اليوم بشكل كبير في غرب أفريقيا وهناك مساعي لإستعماله لكتابة لغات أخرى.
- خط مندي أو مندي كيكاكوي، هو نظام كتابة مقطعي اخترعه كيسيمي كمارا في سيراليون في بدايات القرن العشرين.[26]

- كتابة نوغو أناكي المقطعية، أخترعت في خمسينيات القرن العشرين لكتابة لغة الإغبو في نيجيريا.

- كتابة فاي المقطعية هو نظام اخترعه مومولو دوالو بوكيلي في بداية القرن التاسع عشر لكتابة لغة فاي، ولازال يستعمل حتى اليوم.[27]

- فاه نظام لكتابة لغة شعب الباسا في ليبيريا.[28]

- أبجدية الزغاوة هو نظام ابتكره مدرس سوداني في الخمسينيات من القرن الماضي، لكتابة لغة الزغاوة.ويعرف أحيانًا بأبجدية الجمل، مستمدًا صورها من العلامات التجارية العشائرية المستخدمة في الجمال والماشية الأخرى.

## أنظمة الكتابة الوافدة والمستعارة

الأبجدية الفينيقية.

استندت معظم النصوص المكتوبة، بما في ذلك العربية، اليونانية، والعبرية، إلى النصوص المكتوبة السابقة وأصل تاريخ الأبجدية في النهاية يرجع إلى الهيروغليفية المصرية، ومن خلال الأبجدية السينائية الأولية أو الكنعانية القديمة. طورت العديد من النصوص الأفريقية الأصلية الأخرى بالمثل من النصوص السابقة.

### الفينيقية/البونيقية
قام الفينيقيون من ما يُعرف اليوم بلبنان بالتجارة مع شمال إفريقيا وأسسوا مدنًا هناك، أشهرها قرطاج. يُعتقد أن الأبجدية الفينيقية هي أصل العديد من الأبجديات الأخرى، بما في ذلك: العربية واليونانية واللاتينية. وتسمى اللهجة الفينيقية القرطاجية بالبونيقية. يعتقد بعض العلماء أن أبجدية تيفيناغ اليوم تنحدر من البونيقية، لكن هذا لا يزال محل نقاش.
بالإضافة إلى ذلك، تشير النقوش الأبجدية السينائية الأولية في وادي الهول إلى وجود شكل مبكر للغاية من الأبجدية في وسط مصر (بالقرب من مدينة قنا الحديثة) في أوائل الألفية الثانية قبل الميلاد.

### اليونانية
كُيفت الأبجدية اليونانية في مصر مع الأبجدية القبطية (مع إضافة 7 أحرف مشتقة من الديموطيقية القديمة) من أجل كتابة اللغة (التي هي اليوم لغة طقسية للكنيسة القبطية فقط). استخدم متغير من الأبجدية القبطية من القرن الثامن إلى القرن الخامس عشر لكتابة اللغة النوبية القديمة.

### العربية

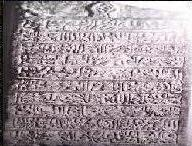
لوح حجري صومالي - عربي قديم: كتب عليه بنظام يعرف بكتابة وداد.

أدخل النص العربي إلى إفريقيا عن طريق انتشار الإسلام والتجارة. بصرف النظر عن استخدامها المباشر للغة العربية، فقد تم تكييفه لعدد من اللغات الأخرى على مر القرون. لا تزال الأبجدية العربية مستخدمة في بعض اللغات.
غالبًا ما كان من الضروري تعديل النص ليلائم الأصوات غير الممثلة في الأبجدية كما هو مستخدم للغة العربية. يُطلق على الشكل المعدل للنص أيضًا اسم العَجَمي، خاصة في منطقة الساحل، وأحيانًا بأسماء محددة لكل لغة على حدة، مثل كتابة وَلَفَلُ، سورابي، وَداد. على الرغم من وجود نظام كتابة معروف على نطاق واسع وراسخ في إثيوبيا وإريتريا، إلا أن هناك حالات قليلة استخدم فيها المسلمون في إثيوبيا وإريتريا الكتابة العربية، وذلك لأسباب تتعلق بالهوية الدينية.
لا توجد نماذج أو قواعد تهجئة رسمية أو معيارية، فالاستخدام المحلي يتبع الممارسة التقليدية للمنطقة أو اللغة. كانت هناك جهود من قبل الإيسيسكو لتوحيد استخدام العجمي. يعتقد بعض النقاد أن هذه الجهود اعتمدت كثيرًا على أشكال الحروف الفارسية والعربية ولم يكن هنالك اعتمادًا كافيًا على الاستخدام الحالي في إفريقيا. على أي حال، كانت تأثير جهود التوحيد هذه محدودة.

### اللاتينية

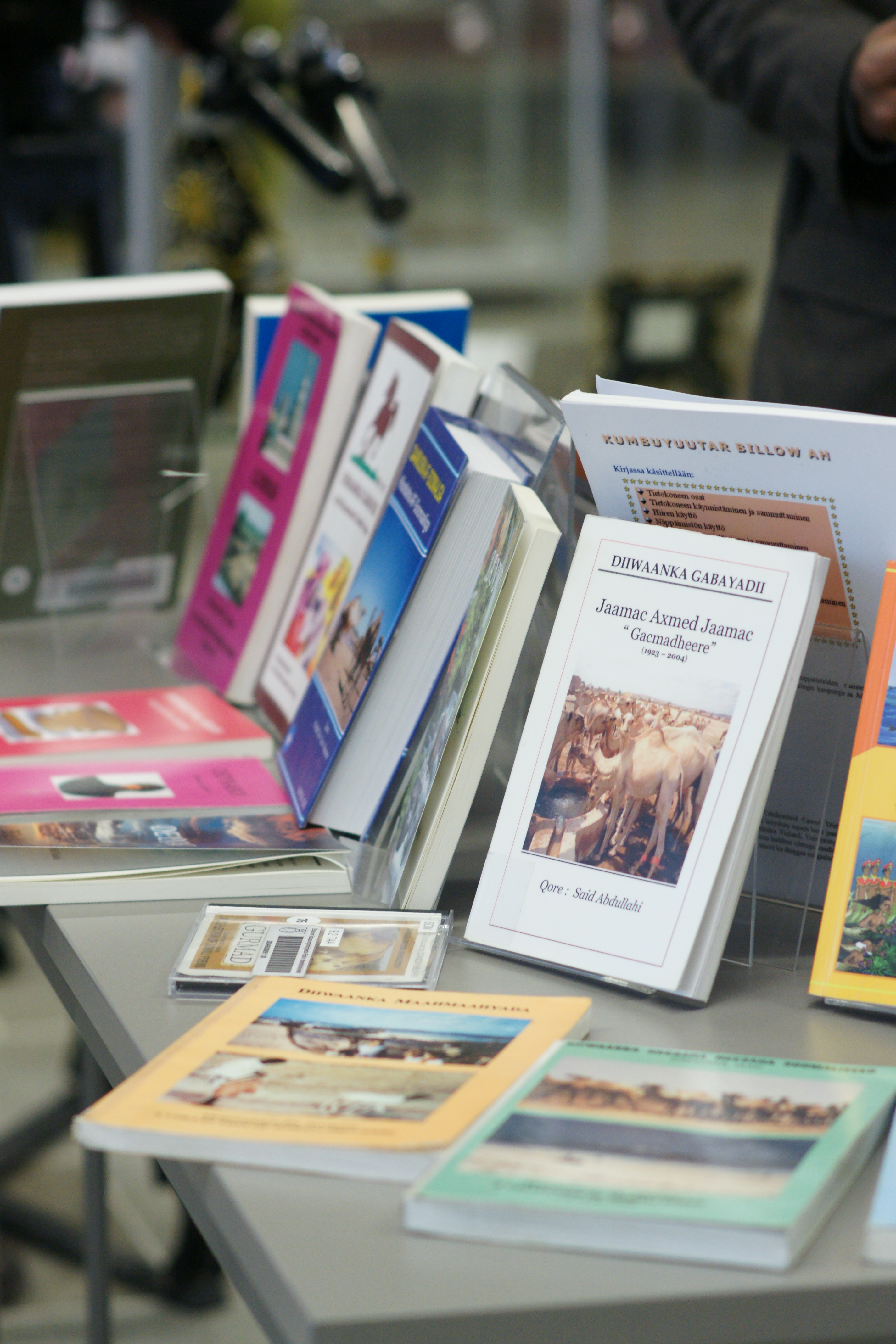
كُتب باللغة الصومالية المكتوبة بأحرف لاتينية

ربما كانت المحاولات المنهجية الأولى لتكييف النص اللاتيني مع اللغات الإفريقية هي محاولات المبشرين المسيحيين عشية الاستعمار الأوروبي. ومع ذلك، تم عزل هذه الأشياء، وقام بها أشخاص بدون تدريب لغوي، وأدت في بعض الأحيان إلى ظهور أنظمة منافسة في نفس اللغات أو لغات مشابهة.
كان أحد التحديات في تكييف النص اللاتيني مع العديد من اللغات الإفريقية هو استخدام هذه اللغات لأصوات غير مألوفة للأوروبيين. تم استخدام العديد من تركيبات الحروف والتعديلات وعلامات التشكيل لتمثيل مثل هذه الأصوات. بعض قواعد الإملاء الناتجة، مثل نظام الكتابة اليوروبا الذي تم إنشاؤه في أواخر القرن التاسع عشر، ظلت سليمة إلى حد كبير.
في الكثير من الحالات، لم تهتم الأنظمة الاستعمارية بكتابة اللغات الإفريقية، لكنها كانت كذلك في حالات أخرى. في حالة اللغة الهوسية في محمية نيجيريا الشمالية، على سبيل المثال، شاركت الحكومة الاستعمارية بشكل مباشر في تحديد الأشكال المكتوبة للغة.
منذ الحقبة الاستعمارية، كانت هناك جهود لاقتراح وإصدار مناهج موحدة أو على الأقل منسقة لاستخدام النص اللاتيني للغات الأفريقية. مثل: أبجدية ليبسيوس القياسية (منتصف القرن التاسع عشر) وأبجدية إفريقيا للمعهد الدولي للغات والثقافات الأفريقية (1928، 1930).
بعد الاستقلال، كان هناك اهتمام مستمر بنسخ اللغات الأفريقية. في الستينيات والسبعينيات من القرن الماضي، يسرت اليونسكو العديد من «اجتماعات الخبراء» حول هذا الموضوع، بما في ذلك اجتماع أساسي في باماكو في عام 1966، وأخر في نيامي في عام 1978. وقد أنتج هذا الأخير الأبجدية المرجعية الأفريقية. كما تم إجراء أو اقتراح العديد من المعايير على المستوى الوطني، مثل أبجدية عموم نيجيريا. تتضمن الأبجدية الأمازيغية اللاتينية الخاصة بالأمازيغية الشمالية أحرفًا لاتينية ممتدة وحرفين يونانيين.
تستمر هذه المناقشات، لا سيما على النطاقات المحلية فيما يتعلق باللغات العابرة للحدود.

### العبرية

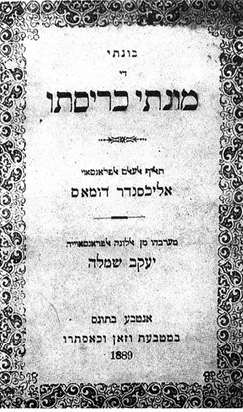
غلاف رواية الكونت دي مونت كريستو باللهجة اليهودية التونسية.

كان هناك وجود يهودي في شمال إفريقيا منذ آلاف السنين، حيث تحدثت المجتمعات مجموعة متنوعة من اللغات المختلفة. على الرغم من أن بعضها مكتوب بالحرف العربي (كما هو الحال مع اللهجة اليهودية التونسية) أو بالجعزية (كما هو الحال مع كايلا وقوارة)، فإن العديد منها بما في ذلك الحَكِيتِيَة والعديد من أشكال اللهجات العربية اليهودية قد تكرر فيها الاستخدام الحصري للأبجدية العبرية

### برايل
كُيفت طريقة برايل، وهي نص لمسي يستخدم على نطاق واسع من قبل ضعاف البصر، لكتابة العديد من اللغات الإفريقية بما في ذلك لغات نيجيريا، جنوب إفريقيا، وزامبيا.

## الحوسبة، الخطوط، والمعيرة

### الآلات الكاتبة
لا يوجد الكثير من المعلومات حول تكييف الآلات الكاتبة مع احتياجات اللغات الأفريقية (باستثناء اللغة العربية واللغات الأفريقية التي تستخدم الكتابة اللاتينية بدون أي أحرف معدلة). كان هناك على ما يبدو بعض الآلات الكاتبة المزودة بمفاتيح لكتابة اللغات النيجيرية. كان هنالك آلة كاتبة كهربائية من شركة آي بي إم مطورة لبعض اللغات الأفريقية (بما في ذلك اللغة الفولانية).
حوالي عام 1930، عدلت الآلة الكاتبة الإنجليزية بواسطة أيانا بيررو من إثيوبيا لكتابة نسخة غير مكتملة ومربوطة من الأبجدية الجعزية.
تضمن اقتراح عام 1982 الخاص بنسخة أحادية الأحرف من الأبجدية المرجعية الأفريقية الذي قدمه مايكل مان وديفيد دالبي تعديلًا مقترحًا للآلة الكاتبة.

### الخطوط والحوسبة المبكرة
باستخدام أجهزة الحاسوب المكتبية المبكرة، كان من الممكن تعديل الخطوط اللاتينية الحالية المكونة من 8 بت لتلائم احتياجات الحروف والرموز المختلفة، تم ذلك بدون أي نوع من النظام أو التوحيد القياسي، مما يعني عدم توافق الترميزات.
وفي ذات الوقت كانت هناك جهود متنوعة (ناجحة، لكنها غير موحدة) لتمكين استخدام الإثيوبيين والإريتريين للكتابة الجعزية على أجهزة الحاسوب.

### المعايير الحالية
لم يكن هناك أي معيار أيزو 8859 لأي لغة إفريقية أصلية. تم اعتماد معيار واحد - أيزو 6438 للأغراض الببليوغرافية، ولكن يبدو أنه قليل الاستخدام.
يحل الترميز الموحد من حيث المبدأ مشكلة الترميز غير المتوافق، ولكن لا تزال تُثار أسئلة أخرى مثل التعامل مع علامات التشكيل في النصوص المستمدة من اللاتينية. وهذه بدورها تتعلق بالقرارات الجذرية المتعلقة بطرق كتابة اللغات الأفريقية.
في السنوات الأخيرة، تمت إضافة الكتابة العثمانية، تيفيناغ، باموم، أدلم، باسا فاه، ميديفايدرين، ونكو إلى الترميز الموحد، وكذلك الرموز الفردية لنطاقات اللغات الأخرى المستخدمة، مثل اللاتينية والعربية. جهود ترميز النصوص الإفريقية، تسعى إلى تضمين نصوص الأقليات وأنظمة الكتابة التاريخية الرئيسية مثل الهيروغليفية المصرية، من خلال مبادرة تشفير النص.